# Racing Club de France
Racing Club de France (auch RC France oder RCF) ist der Name des ersten europäischen Mehrsportvereins. Der Club, der seinen Sitz in Paris hat und mehr als 20.000 Mitglieder zählt, beschäftigt ca. 270 Angestellte, die von rund 200 freiwilligen Mitarbeitern unterstützt werden.

## Geschichte
Gegründet wurde der Sportverein am 20. April 1882 in der großen Bahnhofshalle des Gare Saint-Lazare unter dem Namen Racing Club und 1885 in Racing Club de France umbenannt. Ein Jahr später übertrug der Pariser Stadtrat dem Club, der bereits 1000 Mitglieder zählte, die Konzession für ein freies Feld im Bois de Boulogne, den sogenannten Parc aux Biches, auf dem eine 500 m lange Piste, ein Châlet mit Umkleidekabinen und die Croix-Catelan genannten Sporteinrichtungen entstanden, die heute auf 6 Hektar mehr als 40 Tennisplätze, zwei Schwimmbäder (darunter ein olympisches Becken), einen Basketballplatz, einen Fußballplatz, mehrere Volleyballplätze und verschiedene Fitness- und Trainingshallen umfassen.
Anfang des 20. Jahrhunderts war der Racing Club ein Magnet für amerikanische Sportler in Paris, hauptsächlich in den Frauensportabteilungen waren 1908 mehrere hundert US-Bürger Mitglieder des Clubs.
Der Verein stellte über 230 Olympiateilnehmer. Olympiasieger waren unter anderem die Fechter Pascal Jolyot und Adrien Rommel sowie die Leichtathleten Alain Mimoun und Pierre Quinon.

## Sportarten
Der Racing Club de France bot oder bietet verschiedene Sportarten an:
- Badminton
- Basketball, siehe Paris Basket Racing
- Eishockey (1930er bis 1960er), siehe Racing Club de France (Eishockey)
- Fechten
- Fußball, siehe RC Paris
- Moderner Fünfkampf
- Golf
- Hockey
- Judo
- Leichtathletik
- Rugby Union, siehe Racing 92
- Schießen
- Schwimmen
- Ski
- Tennis
- Triathlon
- Volleyball (1941 bis 2009)
- Zehnkampf

### Badminton
Im Badminton erkämpfte der Klub von 1942 bis 2001 66 nationale Mannschaftstitel. 29 Titel davon errang das Frauenteam, 23 das Männerteam und 14 die gemischte Mannschaft.

### Hockey
| Europapokalbilanz Herren Feld |                       |        |       |             |
| Jahr                          | Wettbewerb            | Niveau | Platz | Ort         |
| 1980                          | Club Champions Cup    | 1      | 5     | Barcelona   |
| 1984                          | Club Champions Trophy | 2      | 1     | Wien        |
| 1986                          | Club Champions Trophy | 2      | 3     | Göteborg    |
| 1990                          | Cup Winners Cup       | 1      | 7     | Stuttgart   |
| 1991                          | Club Champions Trophy | 2      | 1     | Olten       |
| 1992                          | Club Champions Cup    | 1      | 4     | Amsterdam   |
| 1993                          | Club Champions Cup    | 1      | 3     | Brüssel     |
| 1994                          | Club Champions Cup    | 1      | 8     | Bloemendaal |
| 1995                          | Club Champions Trophy | 2      | 1     | Glasgow     |
| 1996                          | Club Champions Cup    | 1      | 5     | Mülheim     |
| 1997                          | Club Champions Cup    | 1      | 5     | Wassenaar   |
| 2000                          | Cup Winners Cup       | 1      | 7     | Terrassa    |
| 2001                          | Cup Winners Trophy    | 2      | 1     | Wien        |
| 2002                          | Cup Winners Cup       | 1      | 5     | Eindhoven   |
| 2015                          | Euro Hockey League    | 1      | VR 24 | Barcelona   |
| 2016                          | Euro Hockey League    | 1      | AF    | Amstelveen  |
| 2017                          | Euro Hockey League    | 1      | VF    | Eindhoven   |
| 2018                          | Euro Hockey League    | 1      | AF    | Rotterdam   |
| 2019                          | Euro Hockey League    | 1      | VR 24 | Barcelona   |

Die im Jahre 1897 gegründete Hockeyabteilung konnte sowohl im Herrenbereich als auch bei den Damen zahlreiche französische Meistertitel erringen. Das Herrenteam erreichte 1993 beim EuroHockey Club Champions Cup mit dem 3. Platz die beste Europapokalplatzierung eines französischen Teilnehmers.
Erfolge Herren
- EuroHockey Club Champions Trophy: 1984, 1991, 1995

- EuroHockey Cup Winners Trophy: 2001

- Französischer Meister Herren Feld: (21) 1899, 1903, 1909, 1926, 1929, 1930, 1943, 1960, 1961, 1979, 1983, 1985, 1990, 1991, 1992, 1993, 1994, 1995, 1996, 2015, 2016

Erfolge Damen
- Französischer Meister Damen Feld: (13) 1923, 1924, 1926, 1930, 1932, 1933, 1935, 1936, 1955, 1956, 1957, 1966, 1972

### Volleyball
Die Volleyballabteilung bestand von 1941 bis 2009 und konnte zahlreiche französische Meistertitel erringen.
- Französischer Meister Männer: (9) 1942, 1946, 1948, 1964, 1969, 1970, 1971, 1977, 1978
- Französischer Meister Frauen: (15) 1946, 1947, 1951, 1953, 1954, 1955, 1956, 1965, 1966, 1987, 1988, 1989, 1990, 1991, 1992